# Liste der Mitglieder des Deutschen Herrenklubs
Die folgende Liste bietet einen Überblick über die Mitglieder des Deutschen Herrenklubs. Die Liste stützt sich auf das Mitgliederverzeichnis für das Jahr 1933 (abgeschlossen am 1. Dezember 1932). Die Liste wurde von Manfred Schoeps im Nachlass von Arnold Rechberg (Bundesarchiv NL Rechberg Bd. 4) aufgefunden und 1974 in seiner Studie Der Deutsche Herrenklub. Ein Beitrag zur Geschichte des Jungkonservativismus in der Weimarer Republik (S. 244–257) veröffentlicht.
Auf der hier vorliegenden Liste sind gegenwärtig (Stand Januar 2021) 530 Personen verzeichnet, davon haben gegenwärtig (Stand Januar 2021) 330 eigene Artikel.

## Liste der Mitglieder

### A
- Walter Adametz, Oberregierungsrat a. D., Berlin
- Karl Otto Altvater, Kapitän zur See a. D., Berlin
- Hans Bodo Graf von Alvensleben, Rittergutsbesitzer, Neugattersleben
- Carl Arnhold, Düsseldorf[1]
- Vollrath von Arnim, Rittergutsbesitzer, Mellenau
- Adolf Graf von Arnim-Muskau[2]
- Hermann Graf von Arnim-Muskau[3]
- Friedrich Graf von der Asseburg-Falkenstein, Meisdorf/Mansfelder Gebirgskreis
- Frederik Aumann, Oberregierungsrat a. D.[4]
- Eduard Ausfeld, Hauptmann a. D., Berlin
- Hans Avé-Lallemant, Direktor, Stettin

### B
- Walter Bachmeiste [wahrscheinlich Walther Bacmeister], Zeitungsherausgeber, Berlin-Zehlendorf
- Carl von Bärensprung Generalmajor a. D.
- Gert Bahr, Berlin
- Carl Wolfgang Graf von Ballestrem, Berlin
- Nikolaus Graf von Ballestrem, Plawniowitz
- Heinrich Bartels, Regierungsassessor a. D., Walbeck
- Hugo Barths, Rittergutsbesitzer[5]
- Werner Graf von Bassewitz-Levetzow, Rittergutsbesitzer, Kläden
- Adolf von Batocki, Oberpräsident a.d., Schloss Bledau
- Theodor Graf von Baudissin, Regierungspräsident i. R., Berlin
- Frederik Baumann, Oberregierungsrat a. D., Berlin[4]
- Sigurd-Horstmar Freiherr von Beaulieu-Marconnay, Berlin
- Richard Behn, Rechtsanwalt, Hamburg
- Carl Graf von Behr, Landrat a. D., Behrenhoff
- Franz Belitz, Mitglied des Vorstandes der Reichs-Kredit a. G., Berlin
- Georg Bennecke, Bankdirektor, Magdeburg
- Herbert Bennecke, Rittergutsbesitzer, Löbnitz[6]
- Adolf vom Berg, Rechtsanwalt, Berlin[7]
- Friedrich von Berg, Wirklicher Geheimer Rat, Chef des Geheimen Zivilkabinetts (16. Januar 1918 – 11. Oktober 1918), Makienen
- Günther von Berg, Bankdirektor, Berlin[4]
- Friedrich Bergius, Heidelberg
- Julius Bernstiel, Berlin[8]
- Friedrich Bethcke von Rüst, Dr. rer pol., Oberst a. D.[9]
- Walther Beumelburg, Berlin
- Wilhelm Beutner, Rechtsanwalt, Berlin[10]
- Karl Biagoisch [= Karl Biagosch], Ingenieur und Fabrikbesitzer, Rittmeister a. D., Leipzig[11]
- Hans Freiherr von Bibra, Berlin
- Flodoard Freiherr von Biedermann, Berlin
- Röttger von Biel, Legationsrat[12]
- Fritz Ulrich Graf von Bismarck, Dr jur., Fideikommissbesitzer[13]
- Gottfried Graf von Bismarck-Schönhausen, Friedrichsruh
- Rudolf von Bitter, Landrat a. D., Berlin
- Martin Blank, Berlin
- Robert Boden, Minister a. D.
- Hans Wilke Freiherr von Bodenhausen-Degener[14]
- Johannes Böckelmann, Gutsbesitzer[4]
- Max Hildebert Boehm, Leiter des Instituts für Grenz- und Auslandsstudien, Berlin
- Walter Boeß, Major a. D., Direktor im Reichslandbund, Berlin[15]
- Heinz von Böttinger, Bankier, Rittergutsbesitzer
- Waldemar von Böttinger, Bankier, Rittergutsbesitzer[16]
- Carl Bolle, Rittmeister a. D., Geschäftsführer der Deutschen Verkehrsfliegerschule, München
- Heinz von Bomhard, Berlin
- Franz Bracht, Oberbürgermeister
- Ernst Brandenburg, Ministerialrat, Dirigent der Abteilung für Luft- und Kraftfahrwesen im Reichsverkehrsministerium
- Rudolf Freiherr von Brandenstein, Geheimer Kabinettsrat a. D., Kammerherr, Berlin
- Hans Gert Freiherr von Brandenstein, Rechtsanwalt, Berlin[17]
- Magnus von Braun[18]
- Heinz Brauweiler
- Roland Brauweiler, Regierungspräsident a. D., Geschäftsführendes Präsidialmitglied der Vereinigung der Deutschen Arbeitgeberverbände, Reichstagsabgeordneter, Berlin
- Otto Bredt, Vorstandsvorsitzender des IDW
- Heinrich von Brockhausen, Rittmeister a. D., Rittergutsbesitzer, Mittelfelde
- Kurt Broschek, Verleger des Hamburger Fremdenblattes, Hamburg
- Paul Brücher, Dr. jur.[19]
- Walther Brünning, Dr. med.[4]
- Carl Georg Bruns, Dr. jur.
- Karl Büchting, Direktor, Kleinwanzleben
- Bühring, Oberstleutnant a. D.[4]
- Adolf von Bülow, Major a. D.[recte: Oberleutnant a.D.], Berlin[20]
- Bernhard von Bülow, Major a. D.
- Erich Burchhard, Hauptgeschäftsführer des Landbundes der Provinz Sachsen, Halle[21]
- Hermann Burgsch, Rechtsanwalt[4]
- Friedrich Wilhelm Freiherr von dem Bussche-Ippenburg genannt von Kessel[22]
- Georg Freiherr von dem Bussche-Streithorst, Fideikommissbesitzer[23]

### C
- Jürgen Graf von Cartlow-Heyden, Fideikommissbesitzer, Cartlow
- Carl Christoph, Oberlandesgerichtsrat, Hamburg[4]
- Georg Cleeves, Rechtsanwalt, Berlin
- Wilhelm Cohrs, Potsdam, Direktor[4]
- Hans von Cossel, Oberregierungsrat a. D., Düsseldorf
- Freiherr von Cramm [wahrscheinlich Burghard von Cramm], Brüggen
- Hans Croon, Aachen
- Hans Cunze, Major a. D., Berlin[24]

### D
- Dan, Bankdirektor[4]
- Max Dehn, Kommerzienrat
- Georg Dertinger, Leiter des Berliner Büros der Hamburger Nachrichten, Berlin
- Hermann von Detten, Major a. D.
- August Diehn, Generaldirektor des Kalisyndikates, Berlin
- Bernhard Dietrich, Syndikus des Reichsverbandes der Nahrungsmittelbetriebe, Berlin
- Adolf von Dietze, Rittergutsbesitzer[25]
- Constantin Digeon von Monteton, Major a. D., späterer Generalmajor der Wehrmacht
- Herbert von Dirksen, Botschafter, Moskau
- Hellmuth Dix, Rechtsanwalt
- Rudolf Dix, Rechtsanwalt, Präsident des Deutschen Anwalt-Vereins
- Heinrich Graf Dönhoff-Friedrichsstein, Fideikommissbesitzer
- Hermann Graf und Burggraf zu Dohna, Finckenstein
- Heinrich Graf und Burggraf zu Dohna-Mallmitz, Mallmitz[26]
- Peter Donner, Konteradmiral a. D., Kiel
- Kurt W. Droege, Syndikus, Berlin[27]
- Gottfried von Dryander, Oberregierungsrat a. D., MdR
- Wilfried Graf Dürckheim, Berlin[28]
- Konrad Dürre, Berlin
- Carl Düssel
- Johann W. Duncker[4]

### E
- Max Ebbecke, Direktor, Berlin
- Paul Eggers, Fabrikdirektor, MdR
- Heinrich von Eichel-Streiber, Ministerialdirektor
- Klaus von Eickstedt, Dr. rer pol., im Direktorium des Pommerschen Landbundes
- Georg Elsner, Verleger und Handelsgerichtsrat, Berlin
- H. Engelhard, Berlin[29]
- Ernst Heinrich Eras, Oberregierungsrat im Reichsverkehrsministerium, Berlin
- Paul Ernst, St. Georgen
- Theodor Eschenburg, Berlin
- Georg Escherich, Forstrat, Isen
- Botho Wendt Graf zu Eulenburg, Fideikommissbesitzer, MdR
- Fritz zu Eulenburg-Prassen[18]
- Karl Euling, Bergassessor a. D., Borsigwerk
- Friedrich Everling, Rechtsanwalt, MdR

### F
- Richard Faber, Wien[30]
- Eugen Falkenstein, Dr.[31]
- Harald Fehrmann, Bankier[4]
- Conrad Graf Finck von Finckenstein[18]
- Gerd Graf Finck von Finckenstein, Rittergutsbesitzer, Trossin
- Karl Graf Finck von Finckenstein [wahrscheinlich Karl Bonaventura Finck von Finckenstein (Verwaltungsbeamter)]
- Hans Werner Findeisen, Hauptmann[4]
- Helmuth Fischer, Major a. D., Berlin[4]
- Otto Christian Fischer, Berlin
- Hans von Flemming, Rittergutsbesitzer[32]
- Richard von Flemming, Rittergutsbesitzer, Paatzig
- Friedrich Flick, Generaldirektor, Berlin
- Hans von Flotow, Wirklicher Geheimer Rat, Botschafter z.D., Berlin
- Wilhelm von Flügge, Regierungsassessor a. D., Berlin
- Georg Foertsch, Chefredakteur und Aufsichtsratsvorsitzender der Kreuzzeitung[33]
- Henning Baron Fölkersamb, Rolandseck
- Richard Franck [wahrscheinlich Richard Franck (Industrieller)]
- Wilhelm Heinrich Franck, Fabrikant, Berlin[34]
- F.A. Freundt [= Friedrich Arthur Freundt], Berlin[35]
- Fritz von Fürstenberg[36]
- Paul Freiherr von Fürstenberg, Major a. D., Dahlhausen[37]

### G
- Reinhold Gadow, Konteradmiral a. D., Berlin
- Eberhard von Garnier, Hofkammerpräsident, Berlin
- Hubertus Graf von Garnier-Turawa, Major, Ratsherr, MdL.
- Ewald Gast, Tangermünde[38]
- Heinrich Gattineau, Berlin
- Wilhelm Freiherr von Gayl, Reichsminister a. D., Berlin
- Wilhelm von Gaza, Major und Rittergutbesitzer
- Eberhard Geise, Oberst[4]
- Günther Gereke, Reichskommissar, Berlin
- Günther Gericke, Major a. D., Berlin
- Walter Gerstel, Vorsitzender des Direktoriums der Charlottenburger Wasser- und Industriewerke AG, Berlin
- Otto Geßler, Reichsminister a. D., Lindenberg
- Hans Gestrich, Berlin
- Oskar Gierke, Breslau[39]
- Ernst Glässel, Generaldirektor des Norddeutschen Lloyd, Bremen
- Heinrich Freiherr von Gleichen-Rußwurm, Berlin
- Raimund August Heinrich Freiherr von Gleichen-Rußwurm (1882–1945), Major a. D., Berlin
- Hans Gnoyke, Generaldirektor, Berlin[40]
- Ernst Godeffroy, Direktor der Deutschen Levante-Linie, Hamburg
- Oskar Godeffroy
- Emmerich Freiherr von Godin, Major a. D.
- Carl Gottfried Gok, MdR
- Max von Görne, Rittmeister a. D.[4]
- Hans Gottstein, Generaldirektor, Stettin
- Friedrich Gramsch, Landrat, Heiligenbeil
- Hr. [Dr.] Witilo von Griesheim, Berlin
- Hr. [Dr.] Grosse [= Karl Grosse (Ingenieur)], Generaldirektor, Köln
- Friedrich Grotkarst, Prokurist der Mitteldeutschen Wegebau Gesellschaft[4]
- Karl Gruenberg [wahrscheinlich Karl Grünberg], Dr. med.
- Georg von Guenther, Regierungspräsident a. D., Berlin
- Herbert Gutmann

### H
- Ernst von Hänisch, Hauptmann a. D.[41]
- Adalbert Graf von Hagen [wahrscheinlich Adelbert Rüdiger vom Hagen]
- Max Hahn, Berlin
- Curt von Hake, Major a. D., Jena[42]
- Friedrich Carl von Hammacher, Regierungsassessor a. D., Rittergutsbesitzer, Zelz[43]
- Günther Freiherr von Hammerstein-Loxten, Berlin[44]
- Franz Haniel[18]
- Karl Haniel, Landrat a. D., Dabringhausen
- Franz Gustav Hankwitz, Major a:D., Generalsekretär der Deutschen Gesellschaft 1914.[4]
- Hans Carl Graf von Hardenberg [entweder Carl-Hans Graf von Hardenberg oder Hans Hilmar Karl Magnus von Hardenberg (* 13. April 1875 in Hardenberg; † 15. Oktober 1943 in Celle an den Folgen eines Luftangriffs auf Hannover) Major a.D .]
- Fritz Hartmann, Geheimer Finanzrat, Berlin
- Josef Hertmann, Rechtsanwalt, Krefeld[4]
- Hermann Hartmeyer, Verleger der Hamburger Nachrichten, Hamburg
- Hans Hasse, Major a. D.[45]
- Karl Adolf Johannes von Hassell, Oberpräsidialrat Ostpreußen a. D.
- Ulrich von Hassell, Botschafter, Rom
- Werner Hasselblatt, Rechtsanwalt, Berlin
- Hans von Hattingberg, Nervenarzt, Berlin
- Hermann Fürst von Hatzfeldt-Wildenburg, Crottorf
- Georg Hebbinghaus, Vizeadmiral a. D.
- Carl Hegemann, Berlin[4]
- Heino von Heimburg, Landesfinanzamtspräsident a. D., Berlin[46]
- Otto Heinrich, Rechtsanwalt, Potsdam[4]
- Georg Heintze, Hannover[4]
- Hans Helferich, Präsident der Preußischen Zentralgenossenschaftskasse, Berlin
- Bernhard von Helldorf, Rittergutsbesitzer[47]
- Karl Roderich von Helldorff, Fideikommissbesitzer, St. Ulrich[48]
- Werner Hempfing, Rechtsanwalt, Berlin[49]
- Werner Otto von Hentig, Generalkonsul z.D., Landin
- Wolfgang von Hentig, Hauptmann a. D., Vorstandsmitglied der Daimler-Benz A.G., Berlin
- Jacob Herle, Berlin
- Paul von Herrmann, Oetzsch[4]
- Werner Herrmann-Trentepohl, Köln[4]
- Fritz Hesse, Dr., Berlin
- Fedor von Heydebrand und der Lasa, Rittergutsbesitzer[50]
- Wilhelm von Heydebrand und der Lasa
- Henning von Heydebreck, Major a. D. Rittergutsbesitzer
- Victor Hermann von Heyden, Major a. D., Berlin[51]
- Eduard Baron von der Heydt, Rittmeister a. D., Legationsrat a. D., Berlin
- Eduard von der Heydt [wahrscheinlich identisch mit dem vorstehenden], Dr.
- Wilhelm Heye, Generaloberst a. D., Berlin
- Walter von Hippel, Generallandschaftsdirektor, Königsberg
- Hoffmann [eventuell Hermann Hoffmann (Richter)], Landgerichtsdirektor
- Albrecht Prinz von Hohenzollern, Namedy
- Friedrich Fürst von Hohenzollern-Sigmaringen[18]
- Hornemann [= Johannes Hornemann], Generaldirektor
- Heinrich Freiherr von Hoyningen-Huene, Blumenhagen[4]
- Wolfgang Huck, Berlin
- Hermann von der Hude, Regierungsassessor a. D., Berlin
- Otto Hübener, Berlin
- Hans Humann, Fregattenkapitän a. D., Neubabelsberg

### I
- Max Immelen, Generalkonsul, Neapel
- Walter von Issendorff, Major a. D., Berlin[52]

### J
- Traugott von Jagow, Regierungspräsident a. D., Berlin
- Gerhard von Janson, Korvettenkapitän a. D., Berlin
- Wilhelm von Jecklin, Major a. D., Berlin
- Otto Jellinek, Heidelberg[53]
- Emmerich von Jeszenszky, Berlin[54]
- Carl von Jordans, Berlin
- Rudolf Just, Kuranstaltsbesitzer, Jungborn

### K
- Wilhelm Kade, Potsdam[29]
- Horst Kadelbach, Halle[55]
- Josef Kaiser, Justizrat, Rechtsanwalt am Reichsgericht, Leipzig
- Eberhard Graf von Kalckreuth, Präsident des Reichslandbundes, Rittergutsbesitzer, Berlin
- Wilhelm Ferdinand Kalle, Frankfurt a. M.
- Albrecht Graf von Kanitz, Cappenberg[56]
- Gerhard von Kanitz[18]
- Carl von Katzler, Diplomingenieur, Berlin[57]
- Otto Kayser, Hamburg[58]
- Werner Kehl, Berlin
- Walther Kellinghusen[59]
- Paul Kempner, Generalkonsul, Berlin
- von Kerssenbrock [wahrscheinlich: Klemens August Graf von Korff gen. Schmising-Kerssenbrock], Barntrup[60]
- Walter von Keudell, Dr., Reichsminister a. D., Hohenlübbichow
- Erich Keup, Berlin
- Robert Graf von Keyserlingk, Rittergutsbesitzer, Cammerau
- F. E. Kielmeyer, Berlin[4]
- Ernst Kirdorf [wahrscheinlich Emil Kirdorf][18]
- Fritz Klein, Chefredakteur der Deutschen Allgemeinen Zeitung, Berlin
- Wilhelm Kleinau, Oberleutnant a. D.
- Viktor von Klemperer, Direktor der Dresdner Bank, Dresden
- Moritz Klönne, Dr. ing., Dortmund
- Karl-Magnus von Knebel-Döberitz
- Hans von Knoblauch, Leiter der Parlamentsabteilung des Reichslandbundes[29]
- Werner von Koblinski, Rechtsanwalt, Berlin[61]
- Georg Koch, Feldafing[29]
- A. Koehnen, Rittergutsbesitzer[29]
- Max Theodor Köpke, Generaldirektor der Assekuranz Union[29]
- Wolfgang Koeppel, Assessor, Berlin[62]
- Werner Kolck, Rechtsanwalt, Berlin
- Freiherr von Kottwitz [eventuell Wolf Dietrich von Kottwitz]
- Albert Kraemer, Rechtsanwalt, Essen[63]
- Gustav Kraemer, Rechtsanwalt, Berlin[64]
- Arno Graf von Kriegsheim, Major a. D., Direktor im Reichslandbund, Berlin
- Konrad von Kries, Rechtsanwalt, Berlin[65]
- Wilhelm von Kries, Berlin
- Adolf Krogmann, Berlin
- Anton von Krosigk[66]
- Günther von Krosigk, Admiral a. D.
- Roland Krug von Nidda, Historiker und Schriftsteller, Berlin
- Herbert Ritter von Krumhaar, Offenbach[67]
- Johann Bernhard Kühn, Verlagsdirektor[29]
- W. Kühn, Dr., Rechtsanwalt und Notar, Berlin[68]
- Carl Künzig, Kammerpräsident, Heidelberg

### L
- Karl-August von Laffert, Oberstleutnant a. D., Garlitz
- Ludwig Lagatz, Reichsbahnoberrat, Berlin[69]
- Albrecht Freiherr von Lamezan, Major a. D., Nanking
- Max Graf von Landsberg-Velen und Gemen[70]
- Carl Langbehn, Rechtsanwalt, Berlin
- Karl Lange, Direktor, Berlin[71]
- Arnold Langen, Generaldirektor, Köln
- Hans Georg Langen, Berlin[72]
- von Langenn-Steinkeller[73]
- Josef Graf von Ledebur, Wien[74]
- Hans Lehmann, Dr. jur., kgl. schwedischer Generalkonsul
- Paul Lejeune-Jung, MdR, Berlin
- Wilhelm Lemke, Direktor, Berlin[75]
- Wilhelm Freiherr von Lersner, Potsdam
- Emil Leuchert, Hauptmann a. D., Leipzig[4]
- Magnus von Levetzow, Konteradmiral a. D.
- Fritz von Liebermann, Berlin[76]
- Franz von Lilienthal, Oberregierungsrat
- Friedrich Wilhelm zu Limburg-Stirum, Landrat a. D., Eberspark
- Hans Erdmann von Lindeiner-Wildau, Berlin
- Hans Lintel, Dr. jur.[4]
- Friedrich Wilhelm von Loebell, Staatsminister a. D.[18]
- Wolfgang von Loebell', Rechtsanwalt, Berlin[77]
- Loehr [= Eugen Loehr], Geheimrat, Finkenkrug[78]
- Wilhelm Lömpcke, Rittergutsbesitzer, Domersleben[4]
- Friedrich Loenartz, Rechtsanwalt
- Karl Christian von Loesch, Berlin
- Ludwig, Studienrat[79]
- Eckhard von der Lühe, Regierungsrat a. D., Berlin[80]
- Ferdinand von Lüninck, Rittergutsbesitzer
- Friedrich Wilhelm Graf von Lynar, Seesen

### M
- Georg Mackensen von Astfeld, Major a. D., Vereinigung der Deutschen Arbeitgeberverbände, Berlin
- Hans von Mackensen, Oberstleutnant a. D.
- Anton Graf Magnis [wahrscheinlich: Anton Franz von Magnis]
- Franz Graf Magnis, Oberst a. D. und Träger des Pour le Mérite[81]
- Walther Malletke, Direktor, Berlin
- Gustav Wilhelm von Mallinckrodt, Berlin
- Georg von Manteuffel, Dr. phil.
- Fritz Freiherr Marschall von Bieberstein, Berlin
- Wend von Massow-Rohr, Rittergutsbesitzer[4]
- Walter von Medem, Chefredakteur des Tag[33]
- Walther Mende, Fabrikdirektor, Hildesheim[82]
- Otto Julius Merkel, Berlin
- Friedrich Mertens, Berlin[4]
- Hans Meydenbauer, Dr., Ministerialdirektor a. D.
- Otto Meynen, Berlin
- Ernst Meyer-Leverkus, Generaldirektor
- Erhard Milch, Direktor der deutschen Lufthansa
- Walter von Miquel, Regierungspräsident a. D., Berlin
- Clemens Freiherr von Mariabach[4]
- Richard Moeller, Oberst a. D.[83]
- O. Moering, Berlin[84]
- Fritz Moll, Oberregierungsrat a. D., Berlin[85]
- Robert Moraht, Korvettenkapitän a. D., Hamburg
- Elhard von Morozowicz, Rittmeister a. D.
- Adolf Morsbach, Oberregierungsrat a. D., Direktor der Kaiser-Wilhelm-Gesellschaft, Berlin
- Arno von Moyzischewitz, Rittmeister a. D., Berlin
- Louis Müldner von Mülnheim, Major a. D., Berlin
- Paul Multhaupt, Berlin

### N
- Martin Nathusius, Major a. D., Magdeburg
- Walter von Nathusius
- Hans Joachim von Neuhaus, Legationssekretär z.D., Chefredakteur der Hamburger Nachrichten, Hamburg
- Georg von Neumann, Rittergutsbesitzer, Hanseberg[4]
- Willy von Neurath, Berlin[4]
- Hans Nonn, Major a. D., Berlin
- Otto Nordmann, Professor, Berlin[86]
- Alfred von Nostitz-Wallwitz, Königlich Sächsischer Staatsminister a. D., Exzellenz, Berlin
- Eckard von Nühe, Regierungsrat a. D.[4]

### O
- Ernst Oberfohren, Berlin
- Hans Georg Oeder, Rittergutsbesitzer, Priemern[87]
- Guido von Oertzen, Präsident der Handelskammer, Rostock
- Karl-Ludwig von Oertzen, Oberst a. D., Berlin
- Wilhelm von Oertzen, Rittergutsbesitzer, Roggow
- Hans Oesterlink, Regierungsrat a. D., Berlin
- Paul Oestreich, Dr.[88]
- Eugen Fürst zu Oettingen-Wallerstein, München
- Arno von Oheimb[89]
- Nikolaus Erbgroßherzog von Oldenburg, Kgl. Hoheit
- Joachim von Oppen, Präsident der Landwirtschaftskammer
- Friedrich Wilhelm von der Osten, Rittergutspächter[90]
- Oskar von der Osten-Warnitz, königlich preußischer Landrat a. D.
- Wilhelm von Oswald, Bergassessor a. D., Geheimer Kommerzienrat
- Arthur Otto, Generaldirektor, Berlin

### P
- Franz von Papen, Reichskanzler a. D., Botschafter, Berlin
- Hans Constantin Paulssen, Konstanz
- Franz Wilhelm Paulus, Konsul, Berlin
- Robert Pferdmenges, Köln
- Friedrich Wilhelm Pflüger, Generalkonsul a. D., Starnberg[91]
- Pfuhl, Stettin[92]
- W. Pieper, Dr.[93]
- Hans Pilder, Berlin
- Max von Pirch, Regierungsrat[4]
- Bruno Edler von der Planitz, Bankier
- Hans Edler von der Planitz, Berlin
- Kurt von Plettenberg, Oberförster, Berlin
- Helmuth Poensgen[18]
- Otto Pott, Rechtsanwalt, Berlin[94]
- Alexander Prentzel, Geheimer Regierungsrat a. D., Mitglied des Vorstandes des Deutschen Kalisyndikats, Berlin
- Dietrich Preyer, Professor, Königsberg
- Friedrich Carl Graf von Pückler-Burghauß (wahrscheinlich Carl Friedrich von Pückler-Burghauss)
- Sylvius Graf von Pückler
- Wilhelm August Graf von Pückler-Schedlau, Schedl[95]
- Ulrich von Pufendorf, Berlin
- Heinz Pulvermann, Generaldirektor, Berlin

### Q
- Eugen Graf von Quadt zu Wykradt und Isny, Burgau
- Alexander von Quistorp, Rechtsanwalt, Berlin

### R
- Erich Rabbethge, Kommerzienrat, Kleinwanzleben
- Walther Rademacher, Reichstagsabgeordneter der DNVP 1924–1930 und 1933, Borna
- Iwan von Radowitz, Major a. D., Berlin[96]
- Otto von Radowitz, Botschaftsrat z.D.
- Wilhelm von Radowitz, Unterstaatssekretär z.D., Rechtsanwalt, Berlin
- Erich Raemisch, Berlin
- G. Ramin, Berlin[97]
- Kurt von Rappard, Regierungsrat, Kammerherr, Potsdam[4]
- Friedrich Wilhelm von Raumer
- Helmut Rauschenbusch, Direktor der Deutschen Tageszeitung, Berlin
- Harald von Rautenfeld, Generalsekretär der Baltischen Arbeitsgemeinschaft, Berlin
- Louis Auguste Ravené, Geheimer Kommerzienrat, Berlin
- Arnold Rechberg, Rittmeister a. D., Berlin
- Wilhelm Regendanz, Berlin
- Jakob Wilhelm Reichert, Syndikus, Berlin
- Reinhardt [= Karl Reinhardt], Rittergutsbesitzer, Burgwerben[98]
- Friedrich Reinhart, Direktor, Berlin
- Hans Kurd Freiherr von Reiswitz und Kaderžin, Gesandter, Santiago
- Heinrich Retzmann, Konteradmiral a. D., Leipzig
- Prinz Heinrich XXXIV. Reuß jüngere Linie, Serrahn[99]
- Franz Reuter, Berlin
- Louis Revené[18]
- Rochus Freiherr von Rheinbaben, Berlin
- Werner Freiherr von Rheinbaben, Staatssekretär a. D., Berlin
- Herbert Freiherr von Richthofen, Dirigent im Auswärtigen Amt
- von Rieben, Hauptmann a. D.[4]
- Erich Riedl, Diplomingenieur
- Volprecht Freiherr von Riedesel zu Eisenbach[18]
- Carl Alexander von Riepenhausen, Gesandter z.D., Rittergutsbesitzer, Berlin
- Otto von Ritgen, Kapitänleutnant a. D., Berlin[100]
- Hans Wichard von Rochow, Rittergutsbesitzer
- Hermann Roehm, Geheimer Regierungsrat a. D., Rechtsanwalt, Stuttgart[101]
- Maximilian von Rogister, Rechtsanwalt, Berlin
- Heinrich Rogge, Berlin
- Friedrich Karl von Roher [= Friedrich Karl von Rohr], Rittergutsbesitzer, Guhden[102]
- Georg von Roher [recte: Georg von Rohr], Rittergutsbesitzer, Hohenwulsch[103]
- Hans Joachim von Roher, Rittergutsbesitzer, MdL.
- Kurt von Rohr, Rittergutsbesitzer,
- Max L. Röhrig, Major a. D., Berlin[4]
- Freiherr von Romberg, Gesandter a. D., Möhnersdorf
- Friedrich Roselius, Bremen
- Wilhelm Rosenberger, Berlin
- Max Roßbach, Dr, rer. pol. New York[104]
- Kurt Freiherr Rüdt von Collenberg, Major a. D., Rosshof
- Arnold von Rümker, Landwirt
- Otto Rummel, Direktor, Berlin[4]

### S
- Gotthard Sachsenberg, Direktor der Junkerswerke, Berlin
- Werner von Saldern-Leppin, Fideikommiss-Besitzer, Stiftshauptmann, Klein-Leppin
- Nikolaus Leopold Fürst zu Salm-Salm, Anholt
- Hans Leuthold Graf von Saurma, Laskowitz[105]
- Hjalmar Schacht[18]
- Hans Ulrich Graf Schaffgotsch, Koppitz[106]
- Werner Theodor Schaurte, Neuß
- Otto Schefer [= Otto D. Schaefer], Geschäftsführender Vorstand des Reichskuratoriums für Wirtschaftlichkeit, Berlin[107]
- Fritz Gebhard Schellhorn, Gesandtschaftsrat, Paris
- Karl-Friedrich Schenkenhofer, Augsburg
- Detloff von Schierstaedt, Berlin[108]
- Axel Schindler, Berlin[109]
- Hans Schippel, Reichsbankdirektor, Berlin
- Hans Schlange-Schöningen[18]
- Otto von Schlieben[18]
- Wilhelm Graf von Schlieffen, Major a. D. [und Verleger, Verlagsbesitzer des Schlieffen-Verlages], Neubabelsberg[110]
- Wolfgang Schmaltz, Vizekonsul, Tokio
- Alfred Schmid, Professor, Berlin
- Edgar von Schmidt-Pauli, Berlin
- Karl Schmidtlein, Berlin[111]
- Kurt Schmitt, Generaldirektor, Berlin
- Georg von Schnitzler, Frankfurt a. M.
- Karl Christian Scholz, Mainz
- Walther Schotte, Schriftsteller, Berlin
- Kurt Freiherr von Schröder, Bankier, Köln
- Otto Graf von der Schulenburg[18]
- Wedige von der Schulenburg, Rittmeister, Adjutant des Reichspräsidenten, Berlin
- Werner Graf von der Schulenburg, Rittmeister a. D., Rittergutsbesitzer, Filehne
- Hans Schulz, Major a. D., Berlin[112]
- Karl Schuster, Direktor, Magdeburg[4]
- Martin Schwab, Direktor der Telefunken-Gesellschaft für Drahtlose Telegraphie, Berlin
- Karl von Schwartz, Kammerherr, Abbensen
- Leonhard Schwarz, Rechtsanwalt und Notar, Berlin[113]
- Ludolf Schwenkow, Berlin
- Lutz von Schwerin und Krosigk[18]
- Ulrich Freiherr von Sell, Major a. D., Berlin
- Reinhard Paul Semrau, Berlin[114]
- Franz Sichel, Berlin[115]
- Hans Siemers [eventuell ist Kurt Siemers (Kaufmann) gemeint], Hamburg
- Ernst Sieverts, Dresden
- Martin Sogemeier, Berlin
- Paul Silverberg, Präsident der Handelskammer, Köln
- Georg Friedrich Graf zu Solms-Laubach, Laubach
- Georg Solmssen, Berlin
- Kurt Sorge[18]
- Wilhelm Freiherr Spies von Büllesheim, Metternich[116]
- Eugen Staehle, Dr.
- Emil Georg von Stauß, Direktor der Deutschen Bank und Disconto-Gesellschaft, Berlin
- Friedrich Stegmann, Rechtsanwalt, Düsseldorf[29]
- Otto Stein, Düsseldorf[117]
- Albrecht von Stein-Grasnitz, Fideikommissbesitzer, Grasnitz[118]
- Hans von Steinau-Steinrück, Rittmeister a. D., Berlin[119]
- Karl Stephan, Bürgermeister, Osterholz[4]
- Edmund Stinnes, Berlin
- Christoph Martin Fürst zu Stolberg-Roßla, Roßla
- Christian Ernst Fürst von Stolberg-Wernigerode[18]
- Otto Stollberg, Verlagsdirektor, Berlin
- Ludwig Carl Graf von Strachwitz, Rechtsanwalt, Berlin[120]
- Hans Strauß, Direktor, Berlin[4]
- Maria Theodor Strewe, Berlin[121]
- Heinrich von Sybel, Direktor im Reichslandbund, Berlin

### T
- Friedrich Thierig, Major a. D., Dresden[122]
- Fritz Thyssen[18]
- Gerhard Tischer, Köln[123]
- Friedrich Tobler, Professor an der Technischen Hochschule, Dresden
- Sigismund von Treskow, Landrat a. D., Rittergutsbesitzer, Friedrichsfelde
- Wolf Dietrich von Trotha [wahrscheinlich Wolf Dietrich von Trotha], Generallandschaftsdirektor, Halle
- Gottfried Treviranus[18]
- Fritz Günther von Tschirschky und Boegendorff, Rittergutspächter, Költschen

### U
- Emil Underberg, Rheinberg
- Edgar Baron Uxkull, Berlin

### V
- Burghard von Veltheim, Major a. D., Schönfließ[124]
- Ludolf von Veltheim, Architekt, Berlin[125]
- Karl Freiherr von Vietinghoff-Scheel, Berlin
- Hermann Voss, Rechtsanwalt, Berlin

### W
- Rudolf Wahl, Berlin[4]
- Wahle, Hauptmann, Berlin[4]
- Ernst von Walterstorff, Berlin[126]
- von Walther, Oberst a. D., Berlin[29]
- Hans Wangemann, Geheimrat, Berlin[127]
- Hans Freiherr von Wangenheim, Regierungsrat a. D., Berlin
- Max Warburg[18]
- Henning von Watzdorf, Berlin[4]
- Carlo von Wedekind, Berlin[128]
- Walter Wedel, Berlin[4]
- Edgar Wedepohl, Regierungsbaumeister a. D., Berlin
- Julius von Weltzien, Regierungsrat a. D., Berlin
- Gerhard Alois Westrick, Rechtsanwalt, Berlin
- Erich Wiems, Chefredakteur der Deutschen Tageszeitung, Berlin
- Karl Wolfgang Wiethaus, Berlin[129]
- Friedrich Wilhelm Freiherr von Willisen, Oberstleutnant a. D., Berlin
- Thilo Freiherr von Wilmowsky, Landrat a. D., Marienthal, stellv. Aufsichtsratsvorsitzender der Friedrich Krupp AG
- Max Winckel, Berlin
- Friedrich von Winterfeld, Hauptritterschaftsdirektor, Berlin
- Ludwig von Winterfeld, Direktor, Potsdam
- Fred Wirth, Erkelenz[130]
- Werner Wirths, Berlin
- Carl Ernst Wiskott, Landrat, Beeskow
- Julius Wrede, Landrat a. D., Berlin
- Max von Wussow, Major a. D., Neubabelsberg
- Carl Adam Graf von Wuthenau, Generalmajor a. D., Hohenthurm

### Z
- Bergenger von Zastrow, Geheimer Regierungsrat a. D., Berlin
- Adolf von Zeschau, Oberstleutnant a. D., Siebeneichen[131]
- C.F. von Zitzewitz-Kottow, Regierungsassessor a. D., Rittergutsbesitzer, Kottow
- Gerhard von Zitzewitz, Bankier, Potsdam[132]
- Immo Zitzlaff, Dipl.-Ing., Berlin[133]

### Junioren
- Hubert Graf von Ballestrem, Plawniowitz[134]
- Wilhelm Freiherr von Ketteler
- Hans Graf von Lehndorff
- Friedrich Carl von Savigny
- Karl von Winckler